# Timarete
Timarete, verksam under 400-talet f.Kr., var en grekisk konstnär. Hon omnämns av Plinius den äldre under första århundradet. Hon var under Archelaos I av Makedoniens regeringstid känd för sin panelmålning av gudinnan Diana, som länge fanns i Efesos.